# Paul Sparks
Paul Sparks (Lawton, 16 ottobre 1971) è un attore statunitense.

## Biografia
Conosciuto per aver recitato in Boardwalk Empire - L'impero del crimine e in House of Cards - Gli intrighi del potere, è sposato con l'attrice Annie Parisse, da cui ha avuto un figlio nato nell'ottobre 2009.

## Filmografia

### Cinema
- Headspace, regia di Andrew van den Houten (2005)
- Amore e altri enigmi (The Treatment), regia di Oren Rudavsky (2006)
- Blackbird, regia di Adam Rapp (2007)
- Sex List - Omicidio a tre (Deception), regia di Marcel Langenegger (2008)
- Afterschool, regia di Antonio Campos (2008)
- Synecdoche, New York, regia di Charlie Kaufman (2008)
- The Understudy, regia di David Conolly e Hannah Davis (2008)
- Rachel sta per sposarsi (Rachel Getting Married), regia di Jonathan Demme (2008)
- First Singular Person, regia di Sam Neave (2009)
- The Missing Person, regia di Noah Buschel (2009)
- Please Give, regia di Nicole Holofcener (2010)
- Fuori controllo (Edge of Darkness), regia di Martin Campbell (2010)
- Return, regia di Liza Johnson (2011)
- Forgetting the Girl, regia di Nate Taylor (2012)
- Mud, regia di Jeff Nichols (2012)
- Sparrows Dance, regia di Noah Buschel (2012)
- Trust me, regia di Clark Gregg (2013)
- Parkland, regia di Peter Landesman (2013)
- Early Light, regia di Geoffray Barbier (2014)
- Stealing Cars, regia di Bradley Kaplan (2015)
- All the Birds Have Flown South , regia di Joshua H. Miller e Miles B. Miller (2016)
- Midnight Special - Fuga nella notte (Midnight Special), regia di Jeff Nichols (2016)
- The Greatest Showman, regia di Michael Gracey (2017)
- Amiche di sangue (Thoroughbreds), regia di Cory Finley (2017)
- Il capitale umano - Human Capital (Human Capital), regia di Marc Meyers (2019)
- The Lovebirds, regia di Michael Showalter (2020)
- The Bikeriders, regia di Jeff Nichols (2023)

### Televisione
- Trinity – serie TV, 1 episodio (1998)
- Law & Order - I due volti della giustizia (Law & Order) – serie TV, 1 episodio (2000)
- Law & Order - Unità vittime speciali (Law & Order: Special Victims Unit) - serie TV, episodio 2x18 (2001)
- Law & Order: Criminal Intent – serie TV, 1 episodio (2005)
- Brotherhood - Legami di sangue (Brotherhood) – serie TV, 3 episodi (2006)
- Boardwalk Empire - L'impero del crimine (Boardwalk Empire) - serie TV, 56 episodi (2010-2014) - Mickey Doyle
- Mildred Pierce, – miniserie TV (2011)
- Underemployed - Generazione in saldo (Underemployed) – serie TV, 3 episodi (2012-2013)
- Person of Interest – serie TV, 1 episodio (2013)
- Believe – serie TV, 1 episodio (2014)
- House of Cards - Gli intrighi del potere (House of Cards) – serie TV, 9 episodi (2015)
- The Girlfriend Experience – serie TV, 12 episodi (2016-in corso)
- The Night Of - Cos'è successo quella notte? (The Night Of) – serie TV (2016)
- Waco – miniserie TV (2018)
- Sweetbitter - miniserie TV (2018-2019)
- Castle Rock - serie TV, 10 episodi (2019)

## Doppiatori italiani
- Stefano Thermes in  Afterschool, Sparrows Dance, The Missing Person, Early Light, The Greatest Showman, Amiche di sangue, Il capitale umano - Human Capital, The Lovebirds, The Bikeriders
- Andrea Lavagnino in Mud, Waco
- Roberto Certomà in Person of Interest
- Gianluca Iacono in Law & Order: Criminal Intent
- Francesco Mei in Brotherhood - Legami di sangue (2° doppiaggio)
- Francesco Sechi in Synecdoche, New York
- Gianluca Crisafi in Boardwalk Empire
- Vladimiro Conti in Mildred Place
- Christian Iansante in Underemployed - Generazione in saldo
- Francesco Pezzulli in House of Cards
- Ezio Conenna in Joe Pickett
- Riccardo Rossi in The Night Of - Cos'è successo quella notte?